# Festival de la Canción de Eurovisión 1991
El XXXVI Festival de la Canción de Eurovisión tuvo lugar el 4 de mayo de 1991 en los estudios Cinecittà de Roma. Los presentadores fueron Gigliola Cinquetti y Toto Cutugno, vencedores anteriormente de este concurso musical. En esta ocasión, Carola, la representante sueca fue la vencedora con el tema "Fångad av en stormvind".
La televisión organizadora RAI había decidido inicialmente celebrar el festival en el Teatro Ariston de San Remo, ciudad conocida por su festival de la canción homónimo que sirvió de inspiración para crear el Festival de Eurovisión. Sin embargo, las tensiones crecientes en la vecina Yugoslavia y la Guerra del Golfo provocaron que el certamen tuviera que ser trasladado a última hora a la capital de Italia por motivos de seguridad. Este cambio repentino tuvo su efecto en la calidad de la organización, calificada por algunos medios como improvisada.
El escenario del festival estuvo construido a partir de piezas de decorado de distintas películas rodadas en Cinecittà, mezcladas de forma ecléctica con otros elementos como luces de neón, monitores y una gran pantalla de vídeo. Para las "postales", los vídeos que sirven de breve introducción de los participantes antes de su actuación, se pidió a cada artista que versionase una conocida canción italiana.
La novedad en esta ocasión fue el retorno de Malta al festival tras 16 años de ausencia, primero por decisión propia y después por imposibilidad por criterios de la UER, que no permitían más de 22 países participantes; teniendo los malteses la oportunidad de volver al certamen debido a que Países Bajos, al igual que en 1985, se retiró por el homenaje a los caídos en la II Guerra Mundial. Además, esta sería la última participación de Yugoslavia como país unificado ya que semanas después del festival, empezaría a disolverse en la crisis que llevaría a las guerras balcánicas de mediados de esa década, si bien Yugoslavia acudiría a la edición de 1992, pero sólo integrada por Serbia y Montenegro.
En esta edición Suecia y Francia empataron a puntos en la primera posición y ambos países obtuvieron "12 puntos" el mismo número de veces, pero Suecia obtuvo más veces "10 puntos", por lo que de acuerdo a las reglas de desempate establecidas en ese momento, le correspondió la victoria. De haber resultado Francia vencedora, Amina Annabi, su representante, hubiera sido la primera cantante africana en ganar el certamen tras Frida Boccara, Anne-Marie David, (nacidas en Casablanca, hoy Marruecos) y Marie Myriam (Kananga, hoy República Democrática del Congo).

## Países participantes

### Canciones y selección
| País y TV       | Título original de la canción             | Artista                                    | Proceso y fecha de selección             |
| País y TV       | Traducción al español                     | Idiomas                                    | Proceso y fecha de selección             |
| --------------- | ----------------------------------------- | ------------------------------------------ | ---------------------------------------- |
| Alemania ARD    | Dieser Traum darf niemals sterben         | Atlantis 2000                              | Ein lied für Rom 1991, 21-03-1991        |
| Alemania ARD    | Este sueño nunca debe morir               | Alemán                                     | Ein lied für Rom 1991, 21-03-1991        |
| Austria ORF     | Venedig im Regen                          | Thomas Forstner                            | Final Nacional, 16-03-1991               |
| Austria ORF     | Venecia bajo la lluvia                    | Alemán                                     | Final Nacional, 16-03-1991               |
| Bélgica BRT     | Geef het op                               | Clouseau                                   | Euro-Clouseau 1991, 09-03-1991           |
| Bélgica BRT     | ¡Déjalo!                                  | Neerlandés                                 | Euro-Clouseau 1991, 09-03-1991           |
| Chipre CyBC     | S.O.S                                     | Elena Patroklou                            | Final Nacional, 02-03-1991               |
| Chipre CyBC     | -                                         | Griego                                     | Final Nacional, 02-03-1991               |
| Dinamarca DR    | Lige der hvor hjertet slår                | Anders Frandsen                            | Dansk Melodi Grand-Prix 1991, 16-03-1991 |
| Dinamarca DR    | Donde el corazón late                     | Danés                                      | Dansk Melodi Grand-Prix 1991, 16-03-1991 |
| España TVE      | Bailar pegados                            | Sergio Dalma                               | Elección Interna                         |
| España TVE      | -                                         | Español                                    | Elección Interna                         |
| Finlandia YLE   | Hullu yö                                  | Kaija Kärkinen                             | Euroviisut 1991, 02-03-1991              |
| Finlandia YLE   | Noche loca                                | Finés                                      | Euroviisut 1991, 02-03-1991              |
| Francia FT2     | C'est le dernier qui a parlé qui a raison | Amina                                      | Elección Interna                         |
| Francia FT2     | Quien tiene la última palabra tiene razón | Francés                                    | Elección Interna                         |
| Grecia ERT      | I Anixi                                   | Sophia Vossou                              | Final Nacional, 29-03-1991               |
| Grecia ERT      | Primavera                                 | Griego                                     | Final Nacional, 29-03-1991               |
| Irlanda RTÉ     | Could It Be That I'm In Love?             | Kim Jackson                                | National Song Contest 1991, 30-03-1991   |
| Irlanda RTÉ     | ¿Podría ser que esté enamorada?           | Inglés                                     | National Song Contest 1991, 30-03-1991   |
| Islandia RÚV    | Draumur um Nínu                           | Stefán & Eyfi                              | Söngvakeppni 1991, 09-02-1991            |
| Islandia RÚV    | El sueño sobre Nina                       | Islandés                                   | Söngvakeppni 1991, 09-02-1991            |
| Israel IBA      | Kan                                       | Duo Datz                                   | Kdam Eurovision 1991, 27-03-1991         |
| Israel IBA      | Aquí                                      | Hebreo                                     | Kdam Eurovision 1991, 27-03-1991         |
| Italia RAI      | Comme è ddoce 'o mare                     | Peppino di Capri                           | Elección Interna                         |
| Italia RAI      | ¡Qué dulce es el mar!                     | Napolitano                                 | Elección Interna                         |
| Luxemburgo CLT  | Un baiser volé                            | Sarah Bray                                 | Elección Interna                         |
| Luxemburgo CLT  | Un beso robado                            | Francés                                    | Elección Interna                         |
| Malta PBM       | Could It Be                               | Georgina & Paul Giordimaina                | Final Nacional, 23-03-1991               |
| Malta PBM       | Puede ser                                 | Inglés                                     | Final Nacional, 23-03-1991               |
| Noruega NRK     | Mrs. Thompson                             | Just 4 Fun                                 | Elección Interna                         |
| Noruega NRK     | Sra. Thompson                             | Noruego                                    | Elección Interna                         |
| Portugal RTP    | Lusitana paixão                           | Dulce Pontes                               | Festival da Canção 1991, 07-03-1991      |
| Portugal RTP    | Pasión lusitana                           | Portugués                                  | Festival da Canção 1991, 07-03-1991      |
| Reino Unido BBC | A Message to Your Heart                   | Samantha Janus                             | A Song for Europe, 29-03-1991            |
| Reino Unido BBC | Un mensaje para tu corazón                | Inglés                                     | A Song for Europe, 29-03-1991            |
| Suecia SVT      | Fångad av en stormvind                    | Carola                                     | Melodifestivalen 1991, 31-03-1991        |
| Suecia SVT      | Atrapada en una tormenta huracanada       | Sueco                                      | Melodifestivalen 1991, 31-03-1991        |
| Suiza SSR SRG   | Canzone per te                            | Sandra Simó                                | Final Nacional, 23-02-1991               |
| Suiza SSR SRG   | Canción para ti                           | Italiano                                   | Final Nacional, 23-02-1991               |
| Turquía TRT     | İki Dakika                                | İzel Çeliköz, Reyhan Karaca & Can Uğurluer | Final Nacional, 09-03-1991               |
| Turquía TRT     | Dos minutos                               | Turco                                      | Final Nacional, 09-03-1991               |
| Yugoslavia JRT  | Brazil                                    | Bebi Dol                                   | Pjesma Eurovizije 1991, 09-03-1991       |
| Yugoslavia JRT  | Brasil                                    | Serbio                                     | Pjesma Eurovizije 1991, 09-03-1991       |

## Resultados
Israel empezó siendo la primera durante las 5 primeras votaciones, pero Francia le quitó la primera posición, y una votación después España se posicionaba primera. A partir de entonces, España e Israel se disputaron el primer puesto, en una ajustada carrera a la que se sumaron Francia y Suecia, esta última empezó a descolgarse cogiendo con ventaja la primera posición aunque al llegar a la última votación, le sacaba 12 puntos al tercer país, Francia, mientras que España se había quedado atrás ya en la cuarta posición. Finalmente Francia y Suecia empataron en la primera posición, pero al tener los mismos 12 puntos ambos países, el empate prosiguió hasta que se contaron los 10 puntos que obtuvieron cada uno de los dos países, Suecia había conseguido 5 veces 10 puntos, mientras que Francia sólo 2, por lo que Suecia se llevó la primera posición y Francia la segunda. Fue una de las votaciones más igualadas y que los cuatro primeros países fueron el principal centro de atención pues la carrera por el triunfo estaba muy igualada.
| #  | País        | Intérprete(s)                              | Canción                                     | Lugar | Puntos |
| -- | ----------- | ------------------------------------------ | ------------------------------------------- | ----- | ------ |
| 01 | Yugoslavia  | Bebi Dol                                   | «Brazil»                                    | 21    | 1      |
| 02 | Islandia    | Stefán & Eyfi                              | «Draumur um nínu»                           | 15    | 26     |
| 03 | Malta       | Georgina & Paul Giordimaina                | «Could it be»                               | 6     | 106    |
| 04 | Grecia      | Sophia Vossou                              | «I anixi»                                   | 13    | 36     |
| 05 | Suiza       | Sandra Simó                                | «Canzone per te»                            | 5     | 118    |
| 06 | Austria     | Thomas Forstner                            | «Venedig im Regen»                          | 22    | 0      |
| 07 | Luxemburgo  | Sarah Bray                                 | «Un baiser volé»                            | 14    | 29     |
| 08 | Suecia      | Carola                                     | «Fångad av en stormvind»                    | 1     | 146    |
| 09 | Francia     | Amina                                      | «C'est le dernier qui a parlé qui a raison» | 2     | 146    |
| 10 | Turquía     | İzel Çeliköz, Reyhan Karaca & Can Ugurluer | «Iki dakika»                                | 12    | 44     |
| 11 | Irlanda     | Kim Jackson                                | «Could it be that I'm in love?»             | 11    | 47     |
| 12 | Portugal    | Dulce Pontes                               | «Lusitana paixão»                           | 8     | 62     |
| 13 | Dinamarca   | Anders Frandsen                            | «Lige der hvor hjertet slår»                | 19    | 8      |
| 14 | Noruega     | Just 4 Fun                                 | «Mrs. Thompson»                             | 17    | 14     |
| 15 | Israel      | Duo Datz                                   | «Kan»                                       | 3     | 139    |
| 16 | Finlandia   | Kaija                                      | «Hullu yö»                                  | 20    | 6      |
| 17 | Alemania    | Atlantis 2000                              | «Dieser Traum darf niemals sterben»         | 18    | 10     |
| 18 | Bélgica     | Clouseau                                   | «Geef het op»                               | 16    | 23     |
| 19 | España      | Sergio Dalma                               | «Bailar pegados»                            | 4     | 119    |
| 20 | Reino Unido | Samantha Janus                             | «A message to your heart»                   | 10    | 47     |
| 21 | Chipre      | Elena Patroklou                            | «S.O.S.»                                    | 9     | 60     |
| 22 | Italia      | Peppino Di Capri                           | «Comme è ddoce 'o mare»                     | 7     | 89     |

## Votación

### Sistema de votación
Cada país tenía un jurado de 16 miembros que otorgó de 12,10, 8, 7, 6, 5, 4, 3, 2 a 1 puntos entre sus diez canciones favoritas.

#### Empate
Durante la última votación, de Italia, ninguno de los tres países que iban en cabeza -Suecia, Israel y Francia- habían recibido ningún punto hasta el momento en el que se otorgaron los 12 puntos. Dicha puntuación fue finalmente para la representante francesa y, por la primera vez en veintidós años, se produjo un empate en el primer puesto entre dicho país y la representante del país escandinavo.
Sin embargo, y al contrario de lo que sucedió en la edición de 1969, existían reglas para evitar un empate. Por dichas reglas, la canción que más veces había recibido 12 puntos debería ser proclamada ganadora. En caso de que prosiguiese el empate, sería la victoria para aquel país que hubiera conseguido más veces 10 puntos. De este modo, la ganadora fue Suecia.

### Tabla de votaciones
| ......Participante..... | Pts. | Bandera de Yugoslavia | Bandera de Islandia | Bandera de Malta | Bandera de Grecia | Bandera de Suiza | Bandera de Austria | Bandera de Luxemburgo | Bandera de Suecia | Bandera de Francia | Bandera de Turquía | Bandera de Irlanda | Bandera de Portugal | Bandera de Dinamarca | Bandera de Noruega | Bandera de Israel | Bandera de Finlandia | Bandera de Alemania | Bandera de Bélgica | Bandera de España | Bandera del Reino Unido | Bandera de Chipre | Bandera de Italia |
| ----------------------- | ---- | --------------------- | ------------------- | ---------------- | ----------------- | ---------------- | ------------------ | --------------------- | ----------------- | ------------------ | ------------------ | ------------------ | ------------------- | -------------------- | ------------------ | ----------------- | -------------------- | ------------------- | ------------------ | ----------------- | ----------------------- | ----------------- | ----------------- |
| Yugoslavia              | 1    |                       | 0                   | 1                | 0                 | 0                | 0                  | 0                     | 0                 | 0                  | 0                  | 0                  | 0                   | 0                    | 0                  | 0                 | 0                    | 0                   | 0                  | 0                 | 0                       | 0                 | 0                 |
| Islandia                | 26   | 0                     |                     | 0                | 0                 | 4                | 0                  | 0                     | 10                | 0                  | 0                  | 0                  | 0                   | 0                    | 0                  | 0                 | 0                    | 5                   | 0                  | 0                 | 0                       | 0                 | 7                 |
| Malta                   | 106  | 1                     | 0                   |                  | 2                 | 6                | 4                  | 10                    | 12                | 2                  | 7                  | 12                 | 7                   | 0                    | 6                  | 0                 | 0                    | 10                  | 4                  | 6                 | 7                       | 0                 | 10                |
| Grecia                  | 36   | 4                     | 0                   | 5                |                   | 0                | 2                  | 0                     | 0                 | 0                  | 0                  | 1                  | 0                   | 0                    | 1                  | 4                 | 1                    | 0                   | 1                  | 5                 | 0                       | 10                | 2                 |
| Suiza                   | 118  | 5                     | 5                   | 0                | 7                 |                  | 8                  | 12                    | 8                 | 4                  | 2                  | 2                  | 6                   | 5                    | 3                  | 8                 | 5                    | 6                   | 12                 | 0                 | 8                       | 8                 | 4                 |
| Austria                 | 0    | 0                     | 0                   | 0                | 0                 | 0                |                    | 0                     | 0                 | 0                  | 0                  | 0                  | 0                   | 0                    | 0                  | 0                 | 0                    | 0                   | 0                  | 0                 | 0                       | 0                 | 0                 |
| Luxemburgo              | 29   | 0                     | 4                   | 0                | 0                 | 0                | 5                  |                       | 1                 | 0                  | 3                  | 0                  | 2                   | 4                    | 0                  | 0                 | 0                    | 3                   | 2                  | 0                 | 3                       | 2                 | 0                 |
| Suecia                  | 146  | 6                     | 12                  | 0                | 0                 | 10               | 10                 | 7                     |                   | 0                  | 6                  | 3                  | 10                  | 12                   | 8                  | 10                | 8                    | 12                  | 10                 | 4                 | 12                      | 6                 | 0                 |
| Francia                 | 146  | 10                    | 7                   | 3                | 8                 | 7                | 12                 | 0                     | 5                 |                    | 0                  | 7                  | 5                   | 0                    | 12                 | 12                | 10                   | 8                   | 7                  | 8                 | 6                       | 7                 | 12                |
| Turquía                 | 44   | 0                     | 0                   | 7                | 0                 | 0                | 0                  | 0                     | 0                 | 7                  |                    | 0                  | 0                   | 8                    | 0                  | 7                 | 0                    | 0                   | 0                  | 2                 | 5                       | 0                 | 8                 |
| Irlanda                 | 47   | 3                     | 0                   | 4                | 0                 | 3                | 1                  | 8                     | 0                 | 0                  | 4                  |                    | 0                   | 7                    | 0                  | 1                 | 2                    | 2                   | 5                  | 0                 | 4                       | 0                 | 3                 |
| Portugal                | 62   | 0                     | 8                   | 0                | 4                 | 1                | 0                  | 2                     | 7                 | 10                 | 5                  | 0                  |                     | 1                    | 2                  | 0                 | 7                    | 0                   | 0                  | 10                | 0                       | 4                 | 1                 |
| Dinamarca               | 8    | 0                     | 0                   | 0                | 0                 | 0                | 0                  | 0                     | 3                 | 0                  | 0                  | 0                  | 0                   |                      | 5                  | 0                 | 0                    | 0                   | 0                  | 0                 | 0                       | 0                 | 0                 |
| Noruega                 | 14   | 0                     | 6                   | 0                | 0                 | 0                | 0                  | 1                     | 0                 | 0                  | 1                  | 0                  | 0                   | 2                    |                    | 0                 | 0                    | 4                   | 0                  | 0                 | 0                       | 0                 | 0                 |
| Israel                  | 139  | 12                    | 10                  | 8                | 5                 | 8                | 0                  | 5                     | 6                 | 3                  | 12                 | 8                  | 4                   | 10                   | 7                  |                   | 6                    | 0                   | 8                  | 12                | 10                      | 5                 | 0                 |
| Finlandia               | 6    | 0                     | 1                   | 0                | 1                 | 0                | 0                  | 0                     | 0                 | 0                  | 0                  | 4                  | 0                   | 0                    | 0                  | 0                 |                      | 0                   | 0                  | 0                 | 0                       | 0                 | 0                 |
| Alemania                | 10   | 0                     | 0                   | 0                | 0                 | 0                | 0                  | 0                     | 0                 | 0                  | 0                  | 0                  | 0                   | 6                    | 0                  | 0                 | 0                    |                     | 0                  | 1                 | 0                       | 3                 | 0                 |
| Bélgica                 | 23   | 0                     | 0                   | 0                | 0                 | 0                | 3                  | 0                     | 2                 | 5                  | 0                  | 0                  | 0                   | 0                    | 0                  | 0                 | 3                    | 0                   |                    | 3                 | 2                       | 0                 | 5                 |
| España                  | 119  | 8                     | 2                   | 6                | 10                | 12               | 7                  | 6                     | 4                 | 6                  | 8                  | 6                  | 8                   | 0                    | 4                  | 2                 | 4                    | 7                   | 6                  |                   | 1                       | 12                | 0                 |
| Reino Unido             | 47   | 0                     | 0                   | 10               | 3                 | 5                | 6                  | 3                     | 0                 | 1                  | 0                  | 0                  | 1                   | 3                    | 0                  | 5                 | 0                    | 0                   | 3                  | 0                 |                         | 1                 | 6                 |
| Chipre                  | 60   | 2                     | 3                   | 12               | 12                | 0                | 0                  | 4                     | 0                 | 12                 | 0                  | 5                  | 3                   | 0                    | 0                  | 6                 | 0                    | 1                   | 0                  | 0                 | 0                       |                   | 0                 |
| Italia                  | 89   | 7                     | 0                   | 2                | 6                 | 2                | 0                  | 0                     | 0                 | 8                  | 10                 | 10                 | 12                  | 0                    | 10                 | 3                 | 12                   | 0                   | 0                  | 7                 | 0                       | 0                 |                   |

### Máximas puntuaciones
Tras la votación los países que recibieron 12 puntos (máxima puntuación que podía otorgar el jurado) fueron:
| N. | A       | De                                         |
| -- | ------- | ------------------------------------------ |
| 4  | Francia | Austria, Noruega, Israel, Italia           |
| 4  | Suecia  | Islandia, Dinamarca, Alemania, Reino Unido |
| 3  | Chipre  | Malta, Grecia, Francia                     |
| 3  | Israel  | Yugoslavia, Turquía, España                |
| 2  | España  | Suiza, Chipre                              |
| 2  | Italia  | Portugal, Finlandia                        |
| 2  | Malta   | Suecia, Irlanda                            |
| 2  | Suiza   | Luxemburgo, Bélgica                        |

### Jurado español
Estaba presentado por Isabel Gemio y compuesto por el periodista y profesor de EGB Antonio Sempere, la gimnasta María Isabel Lloret, el estudiante Marcos Fernández, la estudiante de música Celia Cosgaya, el periodista Gabriel Jaraba, la periodista María Antonia Valls, sus labores artísticas Paco Clavel, la cantante Salomé, la actriz Loles León, el actor Alfonso del Real, la actriz María Casal, el periodista Ricardo Cantalapiedra, la bailarina Nuria Esther Martín, el médico Jesús de Vega, la relaciones públicas María Eugenia Castellanos y la bailarina Begoña Castro. Actuó como presidente el productor ejecutivo Francisco Soriano. El notario fue José Manuel de la Cruz Lagunero (Colegio de Notarios de Madrid), el secretario fue Javier González (Departamento de Festivales y Certámenes) y la portavoz, María Ángeles Balañac.

## Postales
Las actuaciones estuvieron precedidas de una pequeña interpretación de cada participante en vídeo de algún tema famoso en Italia:
| #  | País        | Artista                                    | Artista original                   | Canción                       |
| -- | ----------- | ------------------------------------------ | ---------------------------------- | ----------------------------- |
| 1  | Yugoslavia  | Baby Doll                                  | Gigliola Cinquetti                 | "Non ho l'età"                |
| 2  | Islandia    | Stefán & Eyfi                              | Eros Ramazzotti                    | "Se bastasse una canzone"     |
| 3  | Malta       | Georgina & Paul Giordimaina                | Claudio Baglioni                   | "Questo piccolo grande amore" |
| 4  | Grecia      | Sophia Vossou                              | Lucio Dalla                        | "Caruso"                      |
| 5  | Suiza       | Sandra Simó                                | Edoardo Bennato and Gianna Nannini | "Un'estate italiana"          |
| 6  | Austria     | Thomas Forstner                            | Eros Ramazzotti                    | "Adesso tu"                   |
| 7  | Luxemburgo  | Sarah Bray                                 | Ricchi e Poveri                    | "Sarà perchè ti amo"          |
| 8  | Suecia      | Carola                                     | Fiordaliso                         | "Non voglio mica la luna"     |
| 9  | Francia     | Amina                                      | Rita Pavone                        | "La partita di Pallone"       |
| 10 | Turquía     | İzel Çeliköz, Reyhan Karaca & Can Uğurluer | Dalida                             | "Amore scusami"               |
| 11 | Irlanda     | Kim Jackson                                | Domenico Modugno                   | "Nel blu dipinto di blu"      |
| 12 | Portugal    | Dulce Pontes                               | Domenico Modugno                   | "Dio, come ti amo"            |
| 13 | Dinamarca   | Anders Frandsen                            | Giacomo Puccini                    | "Nessun dorma"                |
| 14 | Noruega     | Just 4 Fun                                 | Mario Lanza                        | "Santa Lucia"                 |
| 15 | Israel      | Duo Datz                                   | Sergio Endrigo                     | "Lontano dagli occhi"         |
| 16 | Finlandia   | Kaija Kärkinen                             | Renato Carosone                    | "Maruzzella"                  |
| 17 | Alemania    | Atlantis 2000                              | Toto Cutugno                       | "L'italiano"                  |
| 18 | Bélgica     | Clouseau                                   | Eros Ramazzotti                    | "Musica è"                    |
| 19 | España      | Sergio Dalma                               | Rocky Roberts                      | "Sono tremendo"               |
| 20 | Reino Unido | Samantha Janus                             | Antonello Venditti                 | "Ricordati di me"             |
| 21 | Chipre      | Elena Patroklou                            | Sergio Endrigo                     | "Io che amo solo te"          |
| 22 | Italia      | Peppino di Capri                           | Peppino di Capri                   | "Champagne"                   |